# セシル・マクビー
セシル・マクビー（Cecil McBee、1935年5月19日 - 、オクラホマ州タルサ生）は、アメリカ合衆国のポスト・バップ、ジャズのダブルベース奏者。『ギネス・フーズ・フー・オブ・ジャズ』第2版（コリン・ラーキン編集、1995年刊）においては、「a full-toned bassist who creates rich, singing phrases in a wide range of contemporary jazz contexts.」 と、また、Allmusicにおいては「ポスト・バップ・ジャズの最も進歩的で多才なベース奏者」と評されている。1975年に自身のグループを結成して多数のリーダー・アルバムを録音したが、サイドマンとしての活動でとりわけ名高く、今なお現役のセッションマンとして多くのジャズ・ミュージシャンから引く手あまたである。

## 略歴
学生時代にクラリネットを学ぶが、17歳でダブルベースに転向して地元のナイトクラブで演奏し始める。オハイオ州中央大学において音楽で学位を取得した後、2年間兵役に就くが、その間もフォート・ノックスのバンドを指揮した。1959年にダイナ・ワシントンと共演。
1962年にデトロイトに移って、1963年から1964年までポール・ウィンターのフォークロック・バンドと共演している。ジャズに本気で取り組むようになるのは1960年代半ばのことであり、ニューヨークに移ってから、マイルス・デイヴィスやアンドリュー・ヒル、サム・リヴァース、ジャッキー・マクリーン、ウェイン・ショーター、チャールズ・ロイド、ユセフ・ラティーフ、フレディ・ハバード、ウディ・ショウ、キース・ジャレット、アリス・コルトレーンらと演奏および録音を行なった。
ベニー・モウピン、マイク・ノック、エディ・マーシャルと共にバンド「アルマナック（Almanac）」を結成し、1977年にセルフタイトル・アルバムを発表した。
ボストンのニューイングランド音楽院において教鞭を執っている。

## ディスコグラフィ

### リーダー・アルバム
- 『ムティマ』 - Mutima (1974年、Strata-East)
- 『ミュージック・フロム・ザ・ソース』 - Music from the Source (1978年、Enja)
- 『コンパッション』 - Compassion (1979年、Enja)
- 『オルタネット・スペイセズ』 - Alternate Spaces (1979年、India Navigation)
- Flying Out (1982年、India Navigation)
- Roots of Blue (1986年、RPR) ※with ムハル・リチャード・エイブラムス
- Unspoken (1997年、Palmetto)

### 参加アルバム
ジャッキー・マクリーン
- 『イッツ・タイム』 - It's Time! (1965年、Blue Note)
- 『アクション』 - Action Action Action (1967年、Blue Note) ※1964年録音

ウェイン・ショーター
- 『オデッセイ・オブ・イスカ』 - Odyssey of Iska (1971年、Blue Note)
- 『エトセトラ』 - Et Cetera (1980年、Blue Note) ※1965年録音

ファラオ・サンダース
- 『ジュエルズ・オブ・ソート』 - Jewels of Thought (1969年、Impulse!)
- 『テンビ』 - Thembi (1971年、Impulse!)
- 『ブラック・ユニティ』 - Black Unity (1971年、Impulse!)
- 『ライヴ・アット・ジ・イースト』 - Live at the East (1972年、Impulse!)
- 『ヴィレッジ・オブ・ザ・ファラオズ』 - Village of the Pharoahs (1973年、Impulse!)
- 『イジフォ・ザム』 - Izipho Zam (My Gifts) (1973年、Strata-East) ※1969年録音
- 『ラヴ・イン・アス・オール』 - Love in Us All (1974年、Impulse!)

アルマナック
- 『アルマナック』 - Almanac (1977年、Improvising Artists) ※with ベニー・モウピン、マイク・ノック、エディ・マーシャル

アーチー・シェップ
- 『レディ・バード』 - Lady Bird (1979年、DENON)

マッコイ・タイナー
- 『フォータイムス・フォー』 - Quartets 4 X 4 (1980年、Milestone)
- Blues for Coltrane: A Tribute to John Coltrane (1987年、Impulse!)

ジョージ・アダムス
- 『アメリカ』 - America (1990年、Somethin' Else)